# Canton de Condé-sur-l'Escaut
Le canton de Condé-sur-l'Escaut est un ancien canton français, situé dans le département du Nord et la région Nord-Pas-de-Calais.

## Composition
Le canton de Condé-sur-l'Escaut regroupait les communes suivantes :
| Nom                            | Code Insee | Codepostal | Superficie (km2) | Population (dernière pop. légale) | Densité (hab./km2) |
| ------------------------------ | ---------- | ---------- | ---------------- | --------------------------------- | ------------------ |
| Condé-sur-l'Escaut (chef-lieu) | 59153      | 59163      | 18,40            | 9 783 (2012)                      | 532                |
| Crespin                        | 59160      | 59154      | 9,94             | 4 494 (2012)                      | 452                |
| Escautpont                     | 59207      | 59278      | 5,78             | 4 186 (2012)                      | 724                |
| Fresnes-sur-Escaut             | 59253      | 59970      | 11,77            | 7 639 (2012)                      | 649                |
| Hergnies                       | 59301      | 59199      | 10,75            | 4 335 (2012)                      | 403                |
| Odomez                         | 59444      | 59970      | 4,87             | 923 (2012)                        | 190                |
| Saint-Aybert                   | 59530      | 59163      | 4,19             | 353 (2012)                        | 84                 |
| Thivencelle                    | 59591      | 59163      | 4,03             | 873 (2012)                        | 217                |
| Vicq                           | 59613      | 59970      | 3,92             | 1 464 (2012)                      | 373                |
| Vieux-Condé                    | 59616      | 59690      | 11,06            | 10 070 (2012)                     | 910                |

## Représentation

### Conseillers généraux de 1833 à  2015
| Période           | Identité                            | Parti        | Qualité |
| ----------------- | ----------------------------------- | ------------ | --- |
| 1833-1836 (décès) | Jacques Renard (1769-1836)          |              | Associé régisseur des mines d'Anzin Maire de Fresnes (1800-1835), Conseiller général du Nord, sans attribution de Canton (1831-1833),. |
| 1836-1848         | Philippe Joseph Lecuyer (1788-1880) |              | Président du tribunal de première instance de Valenciennes. Propriétaire à Saint-Saulve                                                |
| 1848-1877 (décès) | Léon Renard                         | Bonapartiste | Maître de verreries, maire de Fresnes-sur-Escaut                                                                                       |
| 1877-1898         | Ernest Dervaux (1844-1917)          | républicain  | Industriel (maître de forges) à Condé-sur-l'Escaut Président du Conseil Général                                                        |
| 1898-1918 (décès) | Abel Castiau                        |              | Médecin à Vieux-Condé Député (1905-1906)                                                                                               |
| 1918-1919         | siège vacant                        |              | |
| 1919-1928         | Pierre Delcourt                     | SFIO         | Journaliste Maire de Condé-sur-l'Escaut (1919-1948) Député (1928-1936) Sénateur (1948)                                                 |
| 1928-1930 (décès) | Louis Proer (1874-1930)             | SFIO         | Ouvrier verrier, syndicaliste, maire de Fresnes-sur-Escaut (1919-1930)                                                                 |
| 1930-1940         | Pierre Delcourt                     | SFIO         | Journaliste Maire de Condé-sur-l'Escaut (1919-1948) Député (1928-1936) Sénateur (1948)                                                 |
|                   |                                     |              | |
| 1943-1945         | Alfred Coquelet                     |              | Maire de Vicq Nommé conseiller départemental en 1943                                                                                   |
|                   |                                     |              | |
| 1945-1948 (décès) | Pierre Delcourt                     | SFIO         | Journaliste Maire de Condé-sur-l'Escaut (1919-1948) Député (1928-1936) Sénateur (1948)                                                 |
| 1949-1961         | Tarsyle Dewasmes (1906-1980)        | SFIO         | Instituteur Maire d'Hergnies Député (mars à décembre 1958)                                                                             |
| 1961-1979         | Georges Bustin                      | PCF          | Métallurgiste Député (1962-1986) Maire de Vieux-Condé (1959-1992)                                                                      |
| 1979-1992         | Lydie Flecq-Bonnet                  | PCF          | Employée, secrétaire de la fédération PCF du Nord Suppléante du député Georges Bustin                                                  |
| 1992-1998         | Jacques Schneider                   | RPR          | Enseignant Maire d'Hergnies |
| 1998-2003 (décès) | Pierre Lemoine (1947-2003)          | PCF          | Enseignant Maire de Vieux-Condé (1992-2003)                                                                                            |
| 2003-2015         | Serge Van Der Hoeven                | PCF          | Professeur en physique appliquée Maire de Vieux-Condé (2003-2014)                                                                      |

### Conseillers d'arrondissement (de 1833 à 1940)
Le canton de Condé avait deux conseillers d'arrondissement au XIXeme siècle.
| Période | Période      | Identité                                                  | Étiquette   | Qualité |
| ------- | ------------ | --------------------------------------------------------- | ----------- | --- |
| 1833    | 1848         | Pierre Joseph Amé Victor de Gheugnies (1777-1849)         |             | Propriétaire à Vieux-Condé                                                                                  |
| 1833    | 1836         | Carloman Jacques Philippe Housez-Wattelet                 |             | Banquier et négociant à Condé                                                                               |
| 1836    | 1848         | Joseph Marie Georges Bénezech de Saint-Honoré (1794-1850) |             | Percepteur des contributions directes, maire de Vieux-Condé                                                 |
|         |              |                                                           |             | |
| 1877    | 1898 (décès) | Adolphe Wagret (1836-1898)                                | Républicain | Maître de verreries, marchand brasseur, maire d'Escautpont                                                  |
| 1898    | 1913         | Pierre Pureur                                             | Républicain | Maire de Condé-sur-l'Escaut                                                                                 |
| 1913    | 1919         | Émile Tabary                                              | SFIO        | Employé de commerce Délégué de la propagande socialiste du canton de Condé-sur-l'Escaut                     |
| 1919    | 1925         | Nestor Gérard (1872-1929)                                 | SFIO        | Cordonnier à Vieux-Condé                                                                                    |
| 1925    | 1932 (décès) | César Dewasmes (1878-1932)                                | SFIO        | Ouvrier mineur à Anzin, habitant à Hergnies                                                                 |
| 1932    | 1940         | Louis Delhaye (1883-1970)                                 | SFIO        | Ouvrier mineur puis commerçant, maire d'Escautpont (1925-1970)                                              |
| 1940    |              |                                                           |             | Les conseils d'arrondissement ont été suspendus par la loi du 12 octobre 1940 et n'ont jamais été réactivés |

## Démographie
| 1962   | 1968   | 1975   | 1982   | 1990   | 1999   | 2006   | 2011   | 2012   |
| ------ | ------ | ------ | ------ | ------ | ------ | ------ | ------ | ------ |
| 53 452 | 52 623 | 51 235 | 49 366 | 46 150 | 44 582 | 44 738 | 44 075 | 44 120 |

### Pyramide des âges
Comparaison des pyramides des âges du Canton de Condé-sur-l'Escaut et du département du Nord en 2006
| Hommes | Classe d’âge   | Femmes |
| ------ | -------------- | ------ |
| 0,2    | 90 ans et plus | 0,8    |
| 5      | 75 à 89 ans    | 9      |
| 10,3   | 60 à 74 ans    | 12,9   |
| 20,3   | 45 à 59 ans    | 19,8   |
| 21,1   | 30 à 44 ans    | 18,9   |
| 20,8   | 15 à 29 ans    | 19,2   |
| 22,3   | 0 à 14 ans     | 19,5   |

| Hommes | Classe d’âge   | Femmes |
| ------ | -------------- | ------ |
| 0,2    | 90 ans et plus | 0,8    |
| 4,3    | 75 à 89 ans    | 7,9    |
| 10,3   | 60 à 74 ans    | 11,9   |
| 19,7   | 45 à 59 ans    | 19,4   |
| 21,1   | 30 à 44 ans    | 20,1   |
| 22,6   | 15 à 29 ans    | 21     |
| 21,6   | 0 à 14 ans     | 19     |